# Minato Kanae
Minato Kanae (湊かなえ sinh năm 1973) là một nữ tiểu thuyết gia người Nhật Bản chuyên viết về đề tài tội phạm giả tưởng và giật gân. Cô là thành viên của Hội Nhà văn ly kỳ Nhật Bản cũng như Câu lạc bộ nhà văn ly kỳ Honkaku của Nhật Bản. Cô còn là chủ nhân của giải Alex Awards năm 2015.

## Sự nghiệp
Bất chấp việc Kanae chỉ bắt đầu cầm bút ở tuổi ba mươi, cuốn tiểu thuyết đầu tay Thú tội của cô đã trở thành một cuốn sách bán chạy nhất và giành Giải Sách bán chạy Nhật Bản. Khi ấn bản tiếng Anh của Thú tội xuất bản vào tháng 8 năm 2014, một nhà phê bình đã mô tả nó giống như "Gone Girl phiên bản Nhật. Tạp chí Phố Wall đã chọn Thú tội là một trong 10 tác phẩm bí ẩn xuất sắc nhất năm 2014. Khi còn trẻ, cô là một người hâm mộ cuồng nhiệt các tiểu thuyết bí ẩn của Edogawa Ranpo, Maurice Leblanc, Agatha Christie, Keigo Higashino, Miyuki Miyabe và Yukito Ayatsuji. Người Nhật xem Kanae như "nữ hoàng của iyamisu."  Iyamisu  là một dạng tiểu thuyết bí ẩn liên quan đến các tình tiết ghê rợn và mặt tối của bản chất con người. Thuật ngữ này xuất hiện vào năm 2006 bởi nhà phê bình Aoi Shimotsuki. Từng có một thời mà iyamisu bùng nổ mãnh liệt tại Nhật Bản. Đó là vào khoảng năm 2012, Kanae Minato, Mahokaru Numata và Yukiko Mari được coi là đại diện của thể loại này tại đất nước mặt trời mọc.

## Các tác phẩm được dịch ra tiếng Việt
- Thú tội (tên gốc: Kokuhaku) do Nhã Nam phát hành.
- Chuộc tội (tên gốc: Shokuzai) do Nhã Nam phát hành.
- Tất cả vì N (tên gốc: Enu no Tame ni) do Nhã Nam phát hành.
- Vòng đu quay đêm (tên gốc: Yakou karansha) do Nhã Nam phát hành.
- Cảnh ngộ (tên gốc: Kyouguu) do Nhã Nam phát hành.
- Án mạng Bạch Tuyết (tên gốc: Shirayukihime Satsujin Jiken) do Kim Đồng - Wings Books phát hành.

## Giải thưởng và đề cử

### Tại Nhật Bản
- 2007 - Giải thưởng Nhà văn mới của Shosetsu Suiri: "The Saint" (Chương đầu tiên trong tiểu thuyết Lời thú tội của cô)
- 2009 - Giải thưởng Sách bán chạy Nhật Bản: Thú tội
- 2012 - Giải thưởng Nhà văn bí ẩn của Nhật Bản cho Truyện ngắn hay nhất: "Umi no Hoshi"

### Tại Hoa Kỳ
- 2015 - Giải thưởng Alex:[10] Thú tội
- 2015 - Đề cử cho Giải thưởng Strand Critics cho tiểu thuyết đầu tiên hay nhất:[11] Confession
- 2015 - Đề cử cho Giải thưởng Shirley Jackson cho tiểu thuyết hay nhất:[12] Confession

## Các tác phẩm

### Tiểu thuyết độc lập
- Kokuhaku (告白?), 2008 (Thú tội)
- Shōjo (少女?), 2009
- Shokuzai (贖罪? Chuộc tội), 2009
- Enu no Tame ni (Nのために? Tất cả vì N), 2010
- Yakō Kanransha (夜行観覧車? Vòng đu quay đêm), 2010
- Hana no Kusari (花の鎖?), 2011
- Kyōgū (境遇? Cảnh ngộ), 2011 (Circumstances)
- Shirayukihime Satsujin Jiken (白ゆき姫殺人事件? Án mạng Bạch Tuyết) , 2012
- Bosei (母性?), 2012 (Motherhood)
- Kōkō Nyūshi (高校入試?), 2013
- Mame no Ue de Nemuru (豆の上で眠る?), 2014
- Yama Onna Nikki (山女日記?), 2014
- Monogatari no Owari (物語のおわり?), 2014
- Zesshō (絶唱?), 2015

### Tuyển tập truyện ngắn
- Ōfuku Shokan (往復書簡?), 2010
- Safaia (サファイア?), 2012
- Bōkyō (望郷?), 2013

## Chuyển thể
Phim điện ảnh
- Confession (2010)
- Kita no Kanaria tachi (2012) (Dựa trên truyện ngắn của cô Niju nen go no Shukudai (二十年後の宿題?))
- Shirayuki hime Satsujin Jiken (Shirayukihime Satsujin Jiken) (2014)
- Shōjo (2016)
- Bokyo (Dựa trên truyện ngắn của cô) (2017)

Phim truyền hình
- Kyōgū (2011)
- Penance (2012) (Shokuzai)
- Kōkō Nyūshi (2012)
- Yakō Kanransha (2013)
- Hana no Kusari (2013)
- N no Tame ni (2014)
- Reverse (2017)